# 中川健太
中川 健太（なかがわ けんた、1985年8月7日 - ）は、日本のプロボクサー。東京都墨田区出身。第38代・第42代・第44代日本スーパーフライ級王者。元WBOアジアパシフィックスーパーフライ級王者。血液型A型。

## 概要
通称「サンダーレフト」。左強打で有名。ボクシングスタイルはサウスポーだが、実は右利き。血液型A型。
ロッキージムでプロデビュー。レイスポーツボクシングジムに移籍しスーパーフライ級チャンピオンとなる。現在は三迫ボクシングジムに所属。

## 来歴
東京都墨田区生まれ。中学時代は野球部に所属していたが、当時の友人の影響で都立港工業高校（現在は東京都立六郷工科高等学校）入学後、親友の船井龍一とボクシング部を創設。
高校卒業後、2004年12月にロッキージムよりプロデビュー。その後8か月の間に3戦（2勝1敗）。2戦目、当時6戦目の後の日本スーパーバンタム級王者石本康隆と対戦、判定負。3戦したのち一度引退。就職するも親友、船井龍一の活躍に感化され2011年に6年ぶりに復帰。
2015年6月26日、後楽園ホールにて白石豊土とスーパーフライ級8回戦で対戦し、3回負傷引き分けに終わった。
2016年10月6日、後楽園ホールにて空位の日本スーパーフライ級王座をかけて木村隼人と対戦し、10回2-1（97-95、95-96、97-93）で判定勝ちし、王座獲得した。
2017年3月22日、後楽園ホールで船井龍一と対戦し、7回2分59秒KO負けを喫した。
2019年12月8日、大阪府立体育会館第2競技場で日本スーパーフライ級王者の奥本貴之と日本王座を懸けて対戦し、10回3-0（98-92×2、99-92）で判定勝ちを収め、王座に復帰した。
2020年7月23日、後楽園ホールで日本スーパーフライ級1位の指名挑戦者であるユータ松尾を相手に防衛戦を行い、9回1分55秒に両選手の傷が原因で試合が終わり、3-0（88-84×2、88-83）で負傷判定勝ちを収め、王座の初防衛に成功した。
2020年12月14日、後楽園ホールでWBOアジアパシフィックスーパーフライ級王者の福永亮次と王座統一戦とアンドリュー・モロニーの返上に伴うOPBF東洋太平洋王座決定戦を行い、10回2分24秒TKO負けを喫し、WBOアジアパシフィック・OPBF王座獲得に失敗すると共に、日本王座から陥落した。
2022年4月23日、エディオンアリーナ大阪第2競技場で日本スーパーフライ級1位の久高寛之と日本スーパーフライ級王座決定戦を行い、10回3-0（99-90、98-91×2）の判定勝ちを収め王座に返り咲いた。なお、対戦相手の久高は試合後に現役を引退した。
2022年8月9日、後楽園ホールで日本スーパーフライ級1位の梶颯と日本スーパーフライ級タイトルマッチを行い、10回3-0（96-94、97-93×2）の判定勝ちを収め王座の初防衛に成功した。
2022年10月24日、日本スーパーフライ級王座を返上した。
2023年2月14日、後楽園ホールでWBOアジアパシフィックスーパーフライ級2位の古谷昭男とWBOアジアパシフィックスーパーフライ級王座決定戦を行い、12回3-0（117-111、116-112、115-113）の判定勝ちを収め王座を獲得した。
2023年7月1日、後楽園ホールでWBOアジアパシフィックスーパーフライ級5位の白石聖とWBOアジアパシフィックスーパーフライ級タイトルマッチを行い、12回3-0（115-113、115-112、117-111）の判定勝ちを収め王座の初防衛に成功した。
2024年4月6日、後楽園ホールでWBOアジアパシフィックスーパーフライ級3位の大橋哲朗とWBOアジアパシフィックスーパーフライ級タイトルマッチを行うも、10回2分48秒TKO負けを喫し王座から陥落した。
2025年4月19日、自身初の海外遠征試合として韓国・南楊州市の南楊州市体育館センターで韓国スーパーフライ級王者の金承悦とJBC非公認のWBOオリエンタル同級王座決定戦を行い、3回2分33秒TKO勝ちを収め再起ならびに王座獲得に成功した。

## 戦績
- プロボクシング：31戦25勝(13KO)5敗1分

| 戦           | 日付           | 勝敗 | 時間     | 内容        | 対戦相手                                             | 国籍 | 備考                                                                                                  |
| ------------ | -------------- | ---- | -------- | ----------- | ---------------------------------------------------- | ---- | --- |
| 1            | 2004年12月6日  | ☆    | 4R       | 判定3-0     | 笠井康（高崎）                                       | 日本 | プロデビュー戦                                                                                        |
| 2            | 2005年4月12日  | ★    | 4R       | 判定0-3     | 石本康隆（帝拳）                                     | 日本 | |
| 3            | 2005年8月31日  | ☆    | 4R       | 判定3-0     | 度会雄一（笹崎）                                     | 日本 | |
| 4            | 2011年9月27日  | ★    | 4R       | 判定1-2     | 蔦野哲平（帝拳）                                     | 日本 | |
| 5            | 2012年4月1日   | ☆    | 3R       | 棄権        | ワイルドボア上田（レイS）                            | 日本 | |
| 6            | 2012年8月21日  | ☆    | 4R       | KO          | 知念大樹（石神井S）                                  | 日本 | |
| 7            | 2013年4月23日  | ☆    | 3R       | KO          | 村田智哉（KG大和）                                   | 日本 | |
| 8            | 2013年10月16日 | ☆    | 3R       | TKO         | 阿知和賢（ワタナベ）                                 | 日本 | |
| 9            | 2014年3月7日   | ☆    | 3R       | TKO         | 萩原猛（T&T）                                        | 日本 | |
| 10           | 2014年12月9日  | ☆    | 3R       | TKO         | 中村量（野口）                                       | 日本 | |
| 11           | 2015年2月10日  | ☆    | 3R       | TKO         | 西村崇（ヨシヤマ）                                   | 日本 | |
| 12           | 2015年6月26日  | △    | 3R       | 負傷        | 白石豊土（協栄）                                     | 日本 | |
| 13           | 2015年12月21日 | ☆    | 8R       | 判定2-1     | 田之岡条（小熊）                                     | 日本 | |
| 14           | 2016年4月26日  | ☆    | 4R       | TKO         | 濱田修士（REBOOT）                                   | 日本 | |
| 15           | 2016年7月8日   | ☆    | 3R       | TKO         | 乾諒介（花形）                                       | 日本 | |
| 16           | 2016年10月6日  | ☆    | 10R      | 判定2-1     | 木村隼人（ワタナベ）                                 | 日本 | 日本スーパーフライ級王座決定戦                                                                        |
| 17           | 2017年3月22日  | ★    | 7R 2:59  | KO          | 船井龍一（ワタナベ）                                 | 日本 | 日本王座陥落                                                                                          |
| 18           | 2017年9月21日  | ☆    | 1R 3:06  | KO          | ペットガオガラット・ガオラーンレックジム             | タイ | |
| 19           | 2017年12月6日  | ☆    | 3R 0:15  | TKO         | バンチャー・サイトーンジム                           | タイ | |
| 20           | 2018年3月23日  | ☆    | 8R       | 判定3-0     | クアンペット・ゲーオクワンリゾートボクシングキャンプ | タイ | |
| 21           | 2019年5月18日  | ☆    | 7R 2:17  | TKO         | 那須亮祐（グリーンツダ）                             | 日本 | |
| 22           | 2019年12月8日  | ☆    | 10R      | 判定3-0     | 奥本貴之（グリーンツダ）                             | 日本 | 日本スーパーフライ級タイトルマッチ                                                                    |
| 23           | 2020年7月22日  | ☆    | 9R       | 負傷判定3-0 | ユータ松尾（ワールドS）                              | 日本 | 日本王座防衛1                                                                                         |
| 24           | 2020年12月14日 | ★    | 10R 2:24 | TKO         | 福永亮次（角海老宝石）                               | 日本 | WBOアジア太平洋・日本スーパーフライ級王座統一戦 OPBF東洋太平洋スーパーフライ級王座決定戦 日本王座陥落 |
| 25           | 2021年11月19日 | ☆    | 8R       | 判定3-0     | 廣本彩刀（角海老宝石）                               | 日本 | |
| 26           | 2022年4月23日  | ☆    | 10R      | 判定3-0     | 久高寛之（仲里）                                     | 日本 | 日本スーパーフライ級王座決定戦                                                                        |
| 27           | 2022年8月9日   | ☆    | 10R      | 判定3-0     | 梶颯（帝拳）                                         | 日本 | 日本王座防衛1→返上                                                                                    |
| 28           | 2023年2月14日  | ☆    | 12R      | 判定3-0     | 古谷昭男（六島）                                     | 日本 | WBOアジア太平洋スーパーフライ級王座決定戦                                                             |
| 29           | 2023年7月1日   | ☆    | 12R      | 判定3-0     | 白石聖（志成）                                       | 日本 | WBOアジア太平洋防衛1                                                                                  |
| 30           | 2024年4月6日   | ★    | 10R 2:48 | TKO         | 大橋哲朗（真正）                                     | 日本 | WBOアジア太平洋王座陥落                                                                               |
| 31           | 2025年4月19日  | ☆    | 3R 2:33  | TKO         | 金承悦                                               | 韓国 | WBOオリエンタルスーパーフライ級王座決定戦                                                             |
| テンプレート |                |      |          |             |                                                      |      | |

## 獲得タイトル
- 第38代日本スーパーフライ王座（防衛0）
- 第42代日本スーパーフライ王座（防衛1）
- 第44代日本スーパーフライ王座（防衛1=返上）
- WBOアジアパシフィックスーパーフライ級王座（防衛1）
- WBOオリエンタルスーパーフライ級王座